# Оттинджер, Джейк
Джейк Оттинджер (англ. Jake Oettinger; 18 декабря 1998, Лейквилл) — американский хоккеист, вратарь клуба НХЛ «Даллас Старз» и сборной США по хоккею.

## Карьера

### Клубная

#### Студенческая
С 2016 по 2019 годы выступал за хоккейную команду Бостонского университета «Бостон Университет Терьерс»; по итогам первого сезона был включён в сборную новичков Востока и во вторую сборную звёзд. По итогам сезона 2017/18 получил приз "Самый ценный игрок турнира Уильяма Флинна".

#### НХЛ
На драфте НХЛ 2017 года был выбран в 1-м раунде под общим 26-м номером клубом «Даллас Старз». 25 марта 2019 года заключил с клубом трёхлетний контракт новичка, но был переведён в фарм-клуб «Техас Старз». Дебютировал в НХЛ 8 сентября 2020 года в третьем периоде во втором матче финала Запада против «Вегас Голден Найтс»; «Вегас» выиграл матч всухую 3:0.
В сезоне 2020/21 он стал прибилижаться к основе, постепенно вытесняя Антона Худобина; он провёл 29 матчей, среди которых 24 игры в стартовом составе. В сезоне 2021/2022 он был вызван из «Техаса» в основную команду из-за травм основных вратарей; по ходу сезона он стал основным вратарём. В плей-офф Кубка Стэнли 2022 по итогам первого раунда он был лидером по количеству сейвов среди вратарей, уступив Эду Бельфору, оформившему это достижение в 1998 году. В седьмом матче серии с «Калгари Флэймз» он совершил 64 сейва;это стало вторым показателем после Келли Хруди в 1987 году. «Старз» проиграли в овертайме 3:2.
1 сентября 2022 года подписал с «Далласом» новый трёхлетний контракт.

### Сборная
В составе юниорской сборной США был чемпионом на ЮЧМ-2015 и бронзовым призёром на ЮЧМ-2016.
С молодёжной сборной был победителем МЧМ-2017 и бронзовым призёром МЧМ-2018.
На ЧМ-2021 в составе сборной США стал обладателем бронзовых медалей.